# 2-Mann-Handling
Das Zwei-Mann-Handling (andere Schreibweisen 2 Man Handling oder ähnlich) ist ein Segment der Privatkundenlogistik, in dem Waren wie Möbel oder Haushaltsgeräte, die zu sperrig sind, um von einem einzelnen Kurier eines Paketdiensts ausgeliefert zu werden, von jeweils zwei Personen ausgeliefert werden. Logistikunternehmen haben dazu oft Tochterunternehmen gegründet. Der Service wird auch von Umzugsunternehmen angeboten.
Beispiele im deutschsprachigen Raum sind confern Möbeltransportbetriebe GmbH, DHL 2-Mann-Handling GmbH, Hermes Einrichtungs Service GmbH & Co. KG, Plischka und Logistikmanufaktur.